# Кременецький краєзнавчий музей

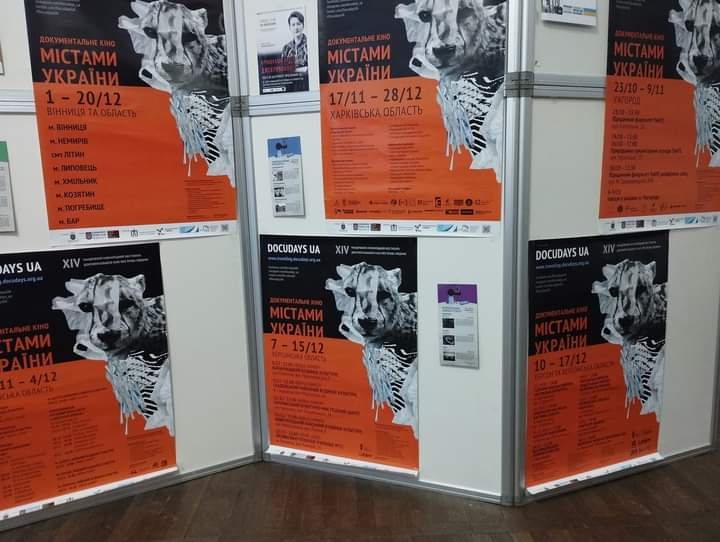
Експозиція Мандрівного Docudays UA

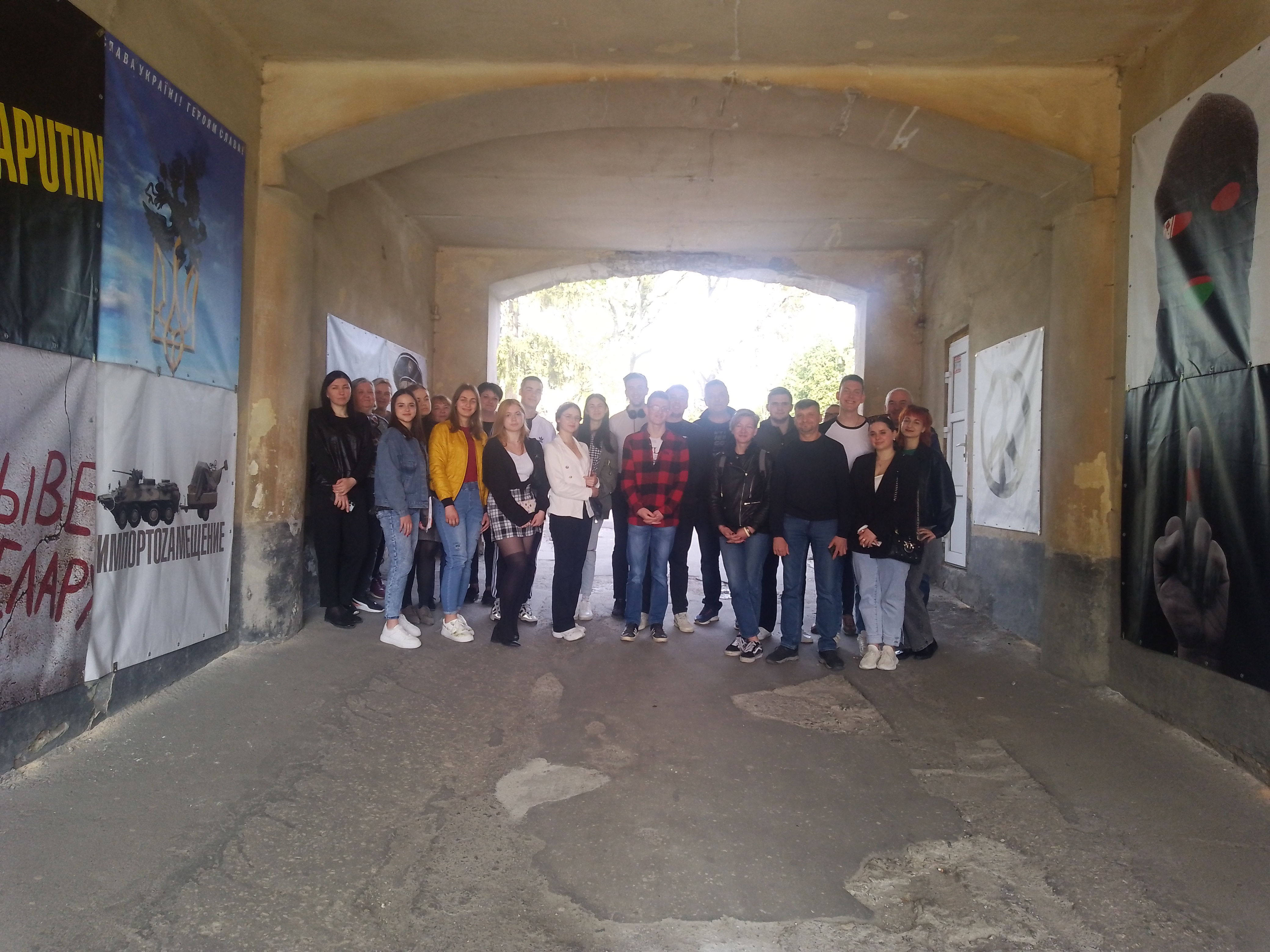
Відкриття виставки протестного плакату Володимира Цеслєра в Кременці

Кременецький краєзнавчий музей — науковий культурно-освітній заклад у місті Кременець Тернопільської області.

## Історія
Музей створений у березні 1937 з ініціативи польських учених Ф. Мончака та З. Опольського. Спочатку він називався Muzeum Ziemi Krzemienieckiej im. Willibalda Besera, був складовою Кременецького ліцею і знаходився в одному з корпусів цього навчального закладу, у 1939 р. став самостійною установою, у 1950 р. перенесений у нинішнє приміщення, яке раніше займала Волинська духовна консисторія.
Від 1950 — в будинку на вул. Шевченка, 90, праве крило якого входить до комплексу будівель XVIII століття. Ліве добудоване на початку XX століття.

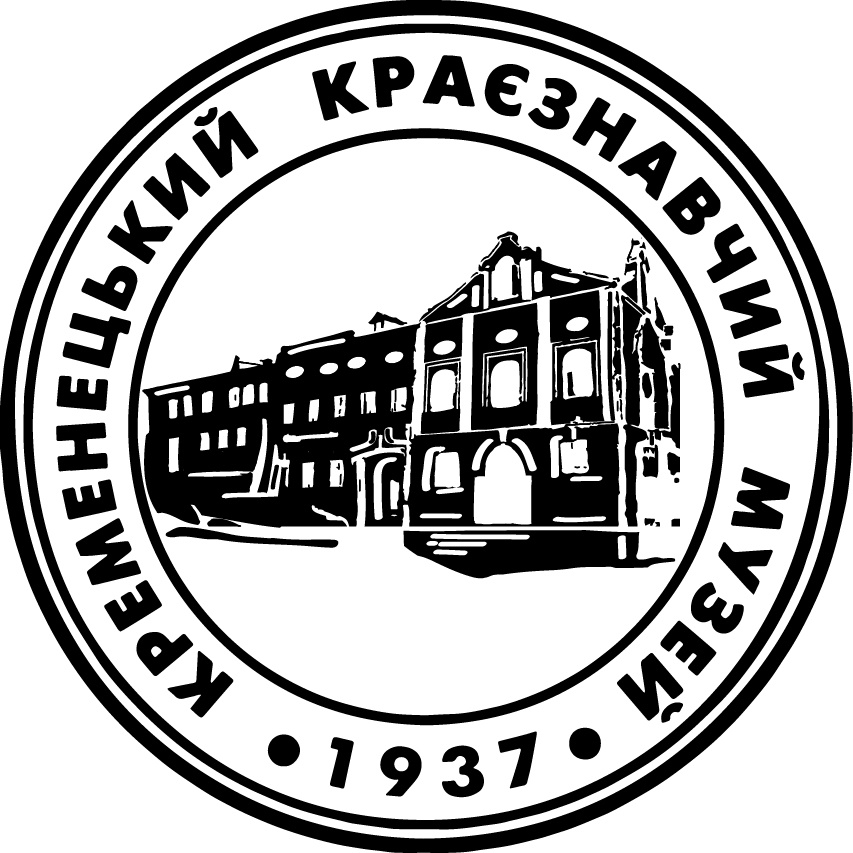
Логотип музею був створений в 2016 році директором Андрійом Левчуком.

Кременецький краєзнавчий музей бере активну участь у культурному житті міста й району.

## Експозиція, фонди, структура
У 9-и залах Кременецького  краєзнавчого музею — 7тис. експонатів. Фонди закладу налічують понад 70 тисяч одиниць.

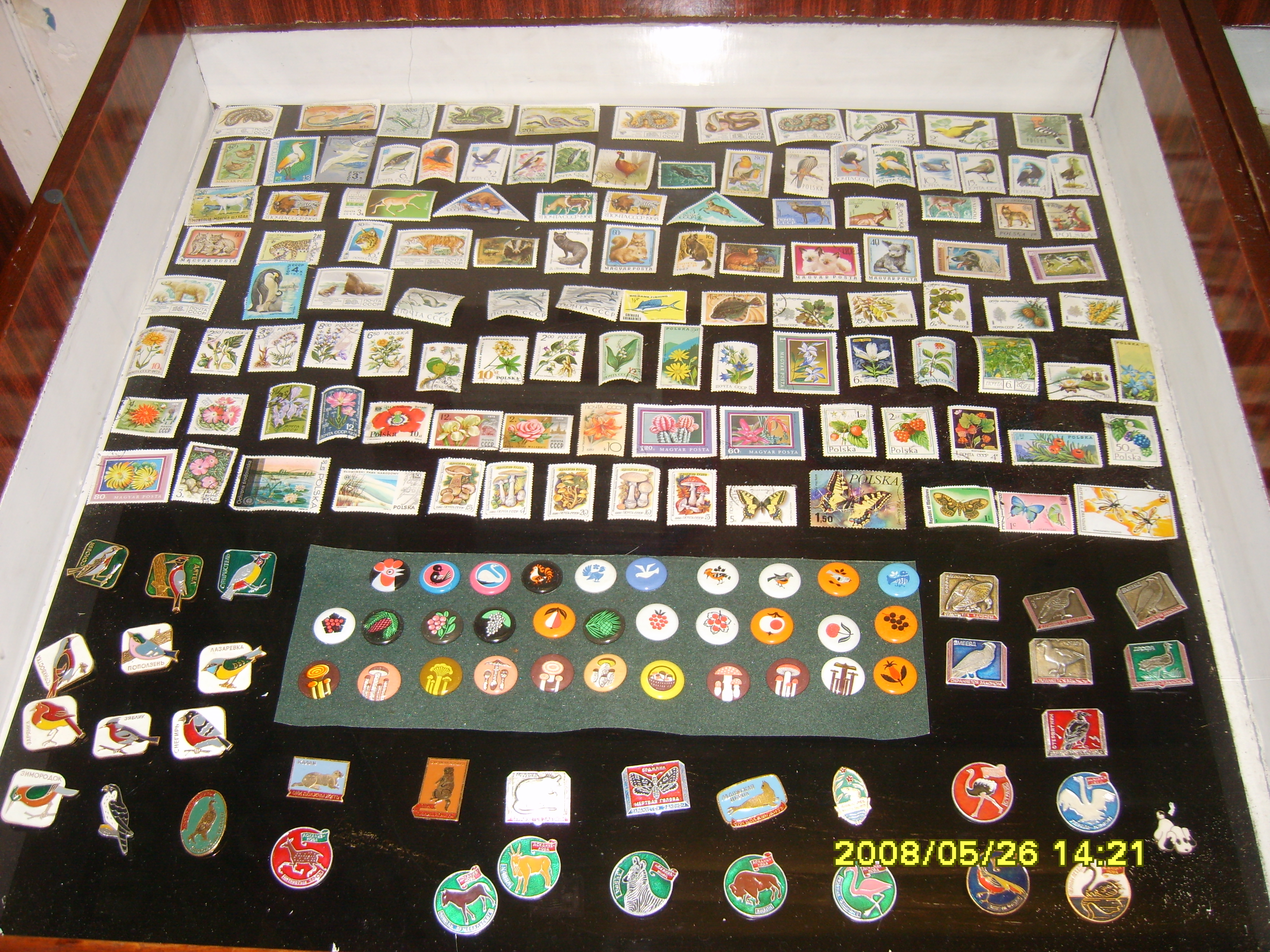
Експозиція поштових марок

В музеї можна побачити цікаві ентомологічні, палеонтологічні, археологічні, нумізматичні колекції, старовинну зброю, предмети побуту, вироби майстрів народної творчості.Створено фонд Мандрівного фестивалю документального кіно про права людини Docudays UA.
В експозиції Шевченківського залу музею, зокрема, представлені матеріали про Єжи Єнджеєвича, особисті речі та матеріали Михайла Івановича Вериківського, Євгена Олександровича Адамцевича, Олесі Федорівни Жуковської.

## Заходи
31 жовтня 2016 у виставковій залі Кременецького краєзнавчого музею на Тернопільщині відбулася прес-конференція Олесі Жуковської.
У березні 2018 року в музеї відкрили виставку присвячену 130-річчю від дня народження художника Івана Хворостецького.
10 липня 2020 року музей провів майстер-клас із приготуванню автентичної локальної страви – кременецького вишневого борщу.
9 квітня 2024 року у Волинському ліцеї імені Нестора Літописця відбулася презентація 8-го випуску «Краєзнавчих нарисів з історії Кременеччини».
11 квітня 2024 року в музеї відкрилася виставка протестного плакату Володимира Цеслєра. У цей же день відбулася робоча нарада кіноклубу Docudays UA при ГО “Тернопільська кінокомісія” ініційованого директором Кременецького краєзнавчого музею Андрієм Левчуком. Мова йшла про досвід формування фонду Мандрівного фестивалю Docudays UA, проблеми поповнення фонду і пошуку ресурсів для популяризації унікального явища.
Кременецький краєзнавчий музей та Дубенський заповідник  обмінюються цікавими експозиціями й рідкісними експонатами, а також ділитися досвідом.